# Образов, Денис Михайлович
Денис Михайлович Образов (бел. Дзяніс Міхайлавіч Образаў; род. 24 июня 1988, Витебск) — белорусский футболист, выступавший на позиции защитника.

## Клубная карьера
Начал карьеру в минском «Динамо». В 2007 году играл за «Полоцк», затем перебрался в могилёвский «Днепр», где начиная с сезона 2010 прочно играл в основе.
В феврале 2012 года перешёл в новополоцкий «Нафтан», где также быстро стал одним из основных защитников. В сентябре того же года получил травму и выбыл до конца сезона. Сезон 2013 начал на скамейке запасных, но в мае закрепился в основе на позиции левого защитника.
В январе 2014 года подписал контракт с «Днепром». В составе могилёвского клуба закрепился на позиции левого защитника. По итогам сезона 2014 «Днепр» потерял место в Высшей лиге, и в феврале 2015 года Денис отправился на просмотр в «Нафтан», но не подошёл новополоцкому клубу. В результате продлил контракт с могилевчанами. По итогам сезона 2015 «Днепр» не сумел вернуться в Высшую лигу, но в феврале 2016 года Образов подписал новое соглашение с «Днепром». По окончании сезона 2016, в котором «Днепр» занял второе место в Первой лиге, защитник покинул команду.
В январе 2017 года перешел в «Слуцк», с которым в феврале подписал контракт. В составе слуцкого клуба стал основным центральным защитником. В декабре продлил контракт со «Слуцком». В сезоне 2018 года он оставался стартовым игроком. В декабре 2018 года подписал новый контракт со «Слуцком». Сезон 2019 года начал в основном составе, но в результате пропустил большую часть сезона из-за травм. В декабре 2019 года вновь продлил контракт. В июле 2020 года расторг контракт со «Слуцком».
В августе 2020 года стал игроком казахского клуба «Атырау», которому помог ему вернуться в Премьер-лигу. В феврале 2021 года покинул «Атырау» и вскоре вернулся в «Слуцк». Сезон 2021 начинал в стартовом составе, позднее стал иногда оставаться на скамейке запасных. В январе 2022 года продлил соглашение со слуцким клубом. В феврале 2023 года футболист продлил контракт с клубом ещё на сезон. В феврале 2024 года футболист завершил профессиональную карьеру.

## Достижения
- Обладатель Кубка Беларуси: 2011/12